# HMS Rhododendron (K78)
HMS Rhododendron (K78) je bila korveta razreda flower Kraljeve vojne mornarice, ki je bila operativna med drugo svetovno vojno.

## Zgodovina
Ladjo so 17. maja 1947 prodali.